# Nolly
Nolly é uma minissérie de televisão biográfica britânica criada por Russell T Davies, estrelando Helena Bonham Carter como a atriz e apresentadora inglesa Noele Gordon. A série estreou em 2 de fevereiro de 2023, na plataforma de streaming ITVX. Foi ao ar na ITV1 de 27 de dezembro de 2023 a 29 de dezembro.

## Sinopse
A série centra-se na atriz britânica Noele "Nolly" Gordon, que alcançou o estrelato na televisão interpretando Meg Mortimer na série Crossroads. Nolly desempenhou esse papel desde o início da série em 1964. Em 1981, ela foi abruptamente retirada do programa, deixando muitos se questionando sobre os motivos até os dias atuais.

## Elenco
- Helena Bonham Carter como Noele Gordon
- Max Brown como Michael Summerton
- Antonia Bernath como Jane Rossington
- Bethany Antonia como Poppy Ngomo
- Mark Gatiss como Larry Grayson
- Emily Butcher como Fiona Fullerton
- Augustus Prew como Tony Adams
- Richard Lintern como Ronnie Allen
- Chloe Harris como Susan Hanson
- Tom Bell como Rodney
- Clare Foster como Sue Lloyd
- Lloyd Griffith como Paul Henry
- Con O'Neill como Jack Barton
- John Mackay como John Logie Baird
- Tim Wallers como Charles Denton
- Boro' Brass como banda de metais nas docas

## Produção
Nolly foi encomendada através da Quay Street Productions, em parceria com a  ITV, de Nicola Shindler. Em novembro de 2021, foi anunciado que Helena Bonham Carter estrelaria como Noele Gordon na série de três episódios.
Em junho de 2022, foi anunciado que Augustus Prew interpretaria Tony Adams e Mark Gatiss interpretaria Larry Grayson. Também se juntaram ao elenco Richard Lintern, Antonia Bernath, Bethany Antonia, Clare Foster, Chloe Harris, Lloyd Griffith , Con O'Neill e Tim Wallers.
As gravações ocorreram principalmente em Manchester e arredores. Em maio de 2022, Bonham Carter foi flagrada filmando no Salford Lads' Club em Ordsall. O elenco e a equipe foram então vistos em Bolton, no Le Mans Crescent.

## Recepção
No Rotten Tomatoes, a série possui uma aprovação de 100% com base em 14 avaliações, e uma nota média de 7,7/10. Os críticos concordam que "Helena Bonham Carter entrega uma performance arrasadora, complementada pelo roteiro delicioso de Russell T. Davies, dando a uma estrela caída seu merecido destaque". No Metacritic, alcançou uma pontuação média de 79 de 100 com base em 9 críticas, o que indica "avaliações geralmente favoráveis".